# Věra Hendrychová
Věra Hendrychová (1. února 1920 Praha – 1981 Praha) byla významná československá naivní malířka.

## Životopis
Věra Hendrychová vystudovala gymnázium v Praze. Ve svých dvaceti letech se provdala za Františka Hendrycha, spolumajitele továrny na laboratorní přístroje. Manželství však nevydrželo a v polovině 60. let se manželé rozvedli. Do roku 1957 pracovala jako úřednice. Poté byla jako bývalá manželka továrníka donucena komunistickým režimem ze zaměstnání odejít. Na konci 60. let se u ní rozvinula schizofrenie, která částečně ovlivnila i její tvorbu. Později pracovala jako dělnice u lisu. Soustavně malovat začala na počátku 70. let po odchodu do invalidního důchodu. Zemřela v Praze v roce 1981.

## Umělecká tvorba

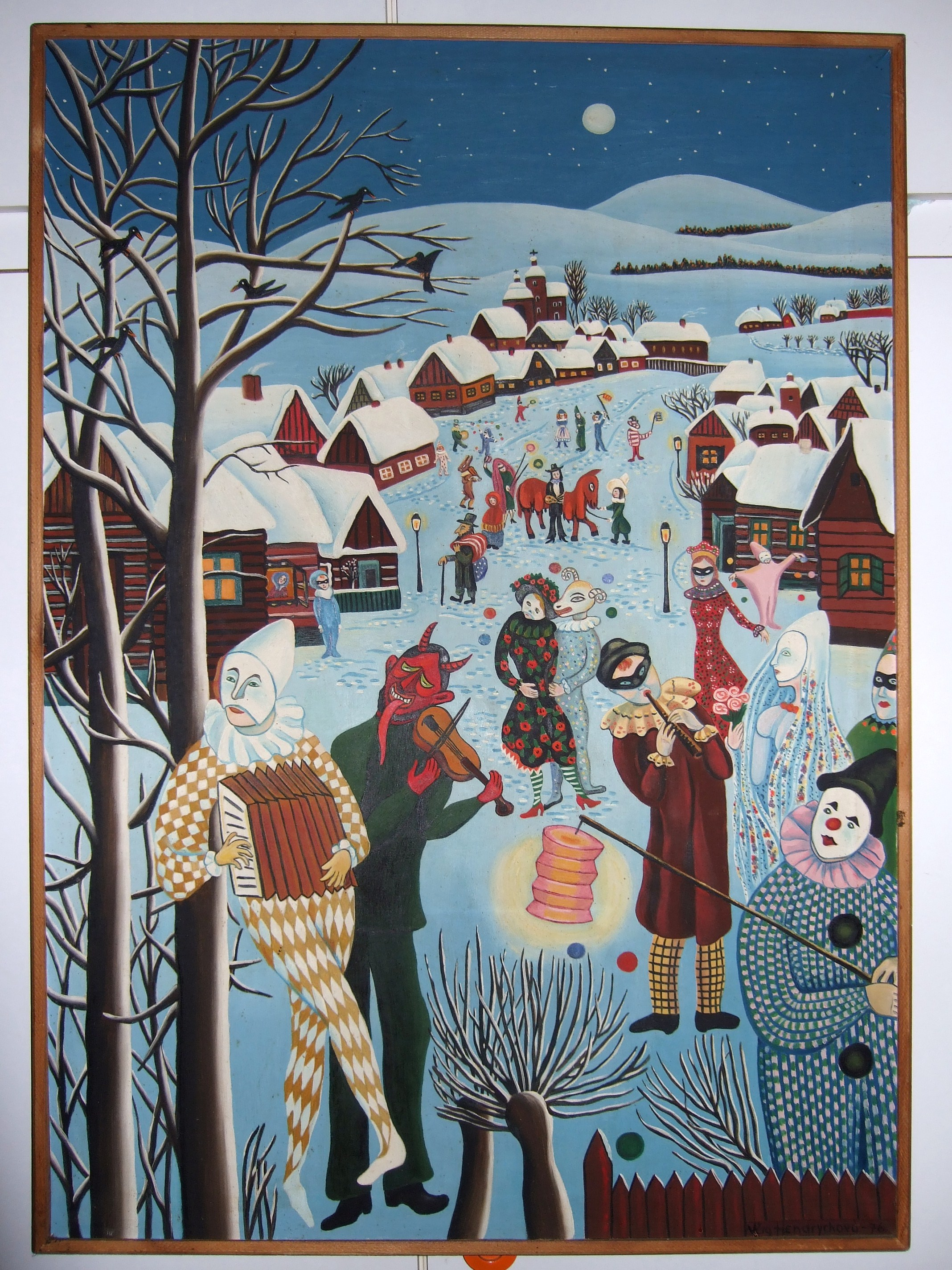
Věra Hendrychová – Masopust

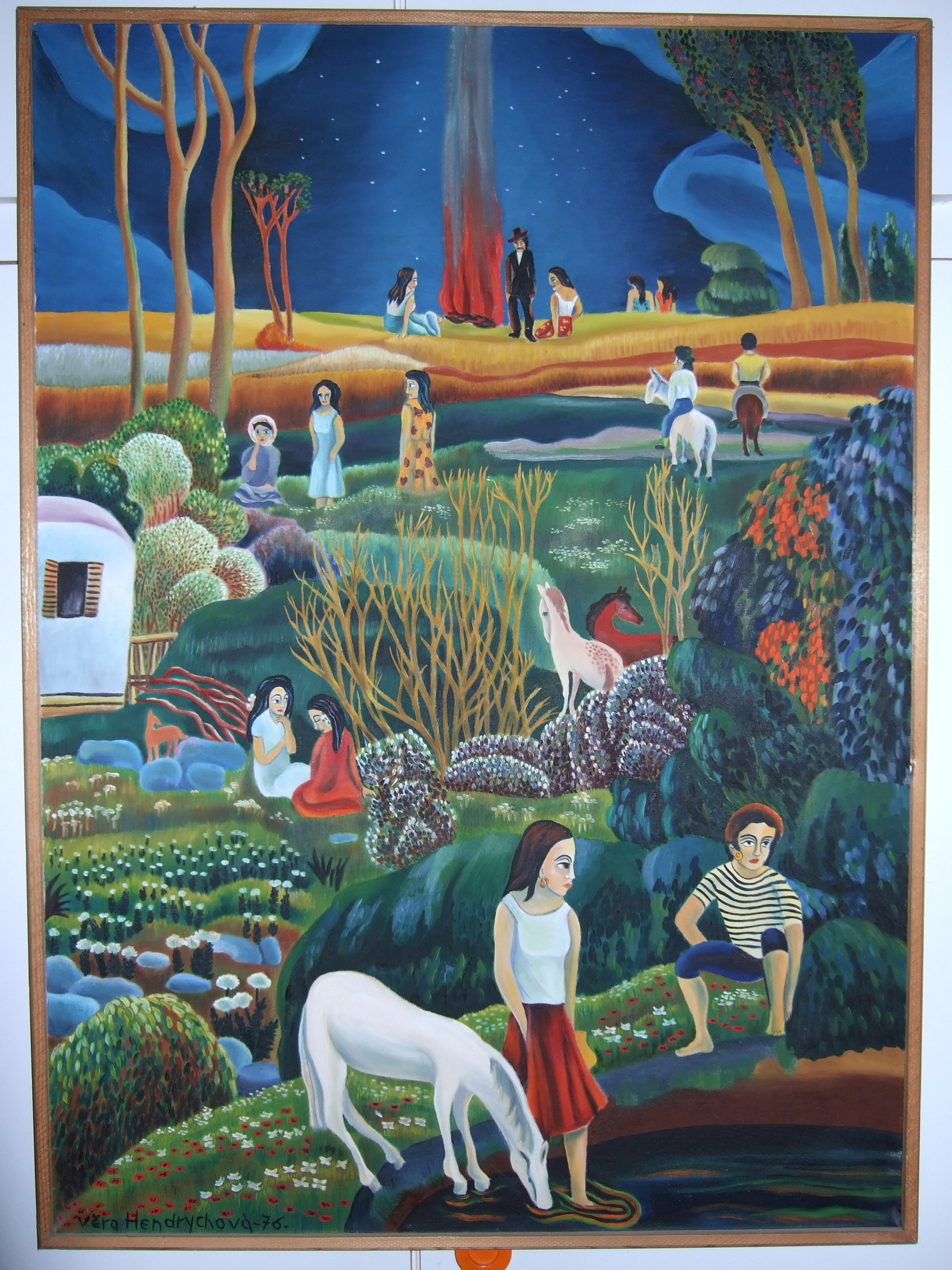
Věra Hendrychová – Cikani

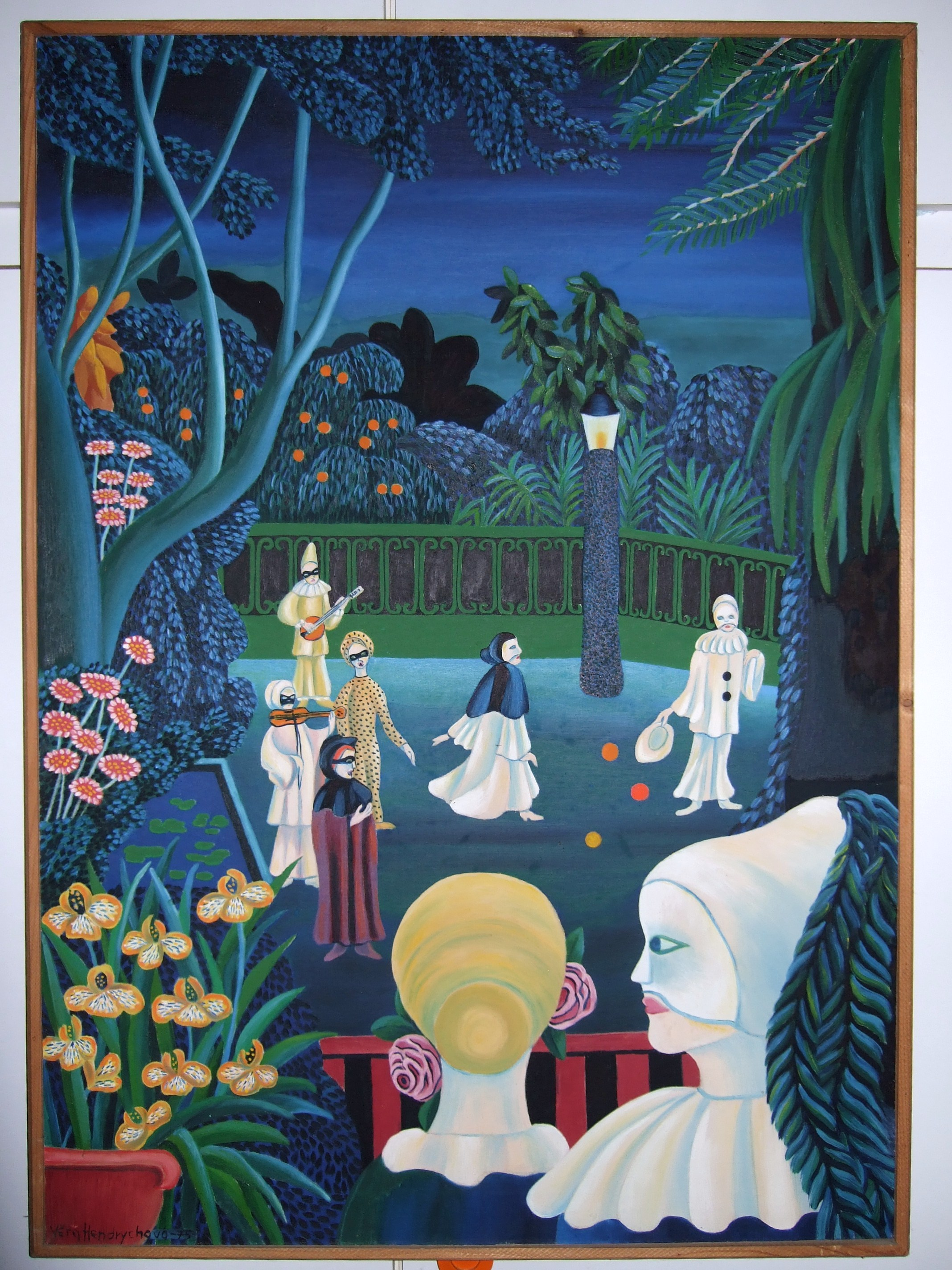
Věra Hendrychová – Večerní karneval

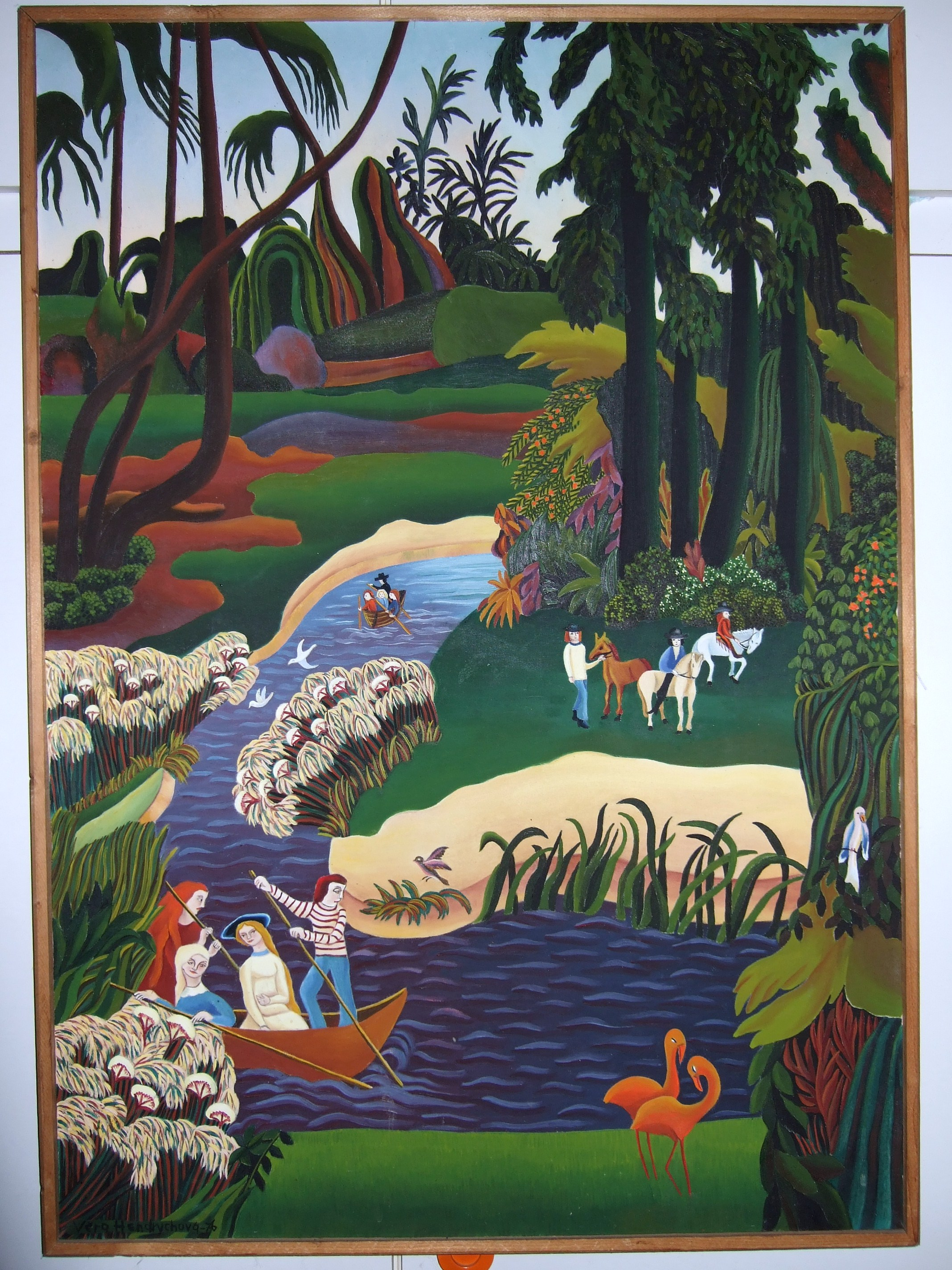
Věra Hendrychová – U jezírka

Tvorbu Věry Hendrychové lze rozdělit do dvou hlavních tematických oblastí. První z nich jsou vzpomínkové obrazy, které zobrazují venkovský život, přírodu a tematiku plesů a bálů. Z této oblasti jsou známé zejména její obrazy z prostředí karnevalů a masopustů. Obrazy jsou často opředeny mysticismem, fantazií, mýty, jež v sobě skrývají kolombíny, klauny, hudebníky, masky a květiny podtržené pestrou kombinací barev. Druhou oblastí jsou nikdy nepoznané exotické krajiny, zvláště místa kolem Středozemního moře.
Věra Hendrychová vystavovala společně s předními československými naivními malíři (např. Josef Hlinomaz) jak v Československu, tak na mezinárodních výstavách v Německu, Rakousku, Španělsku, Švýcarsku, Velké Británii, Itálii a USA.

Sbírku několika jejich obrazů vlastní například Severočeská galerie výtvarného umění v Litoměřicích či Galerie Kühn v Berlíně. Další obrazy jsou umístěny v soukromých sbírkách.

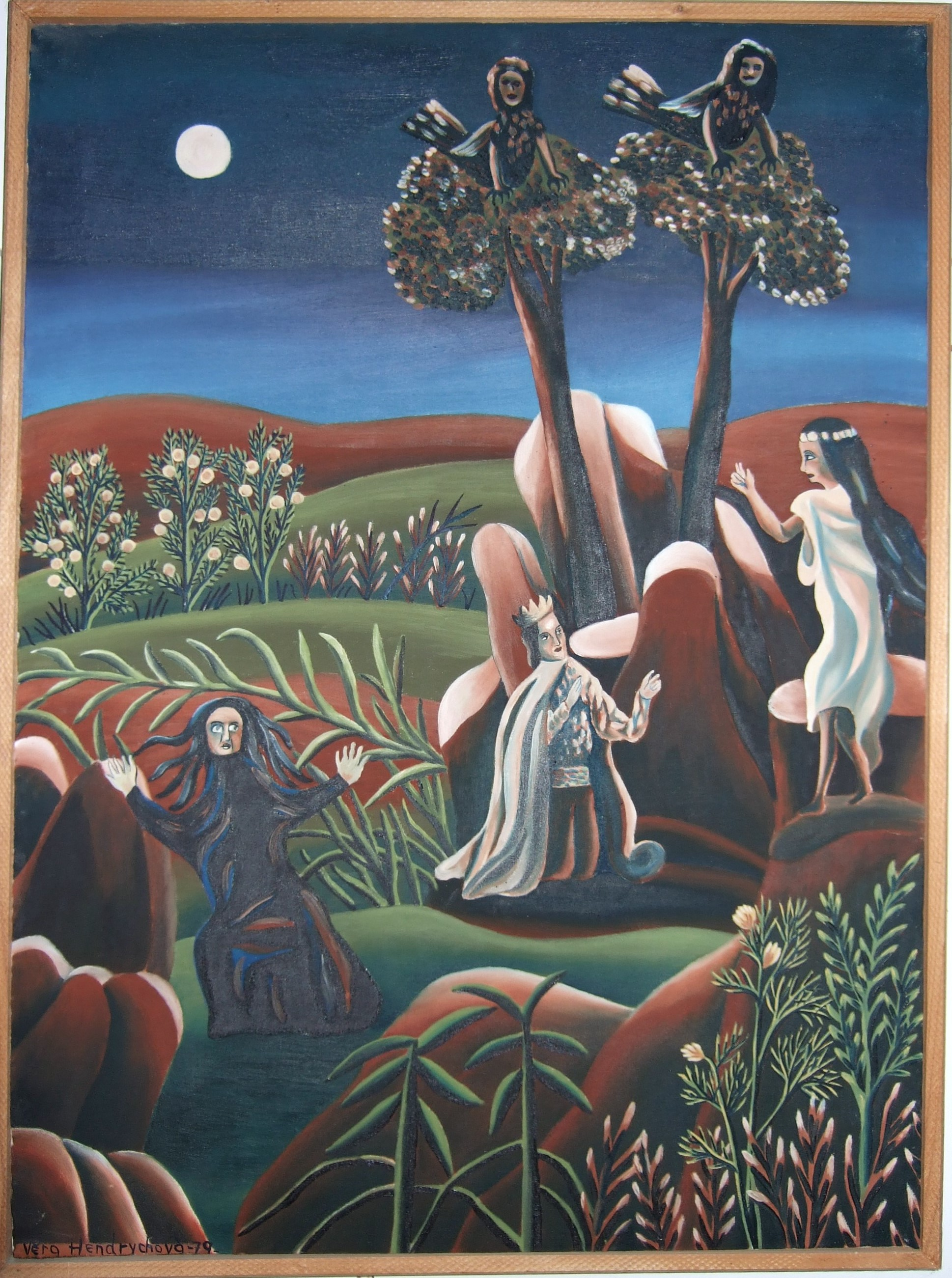
Věra Hendrychová - Půlnoční rej
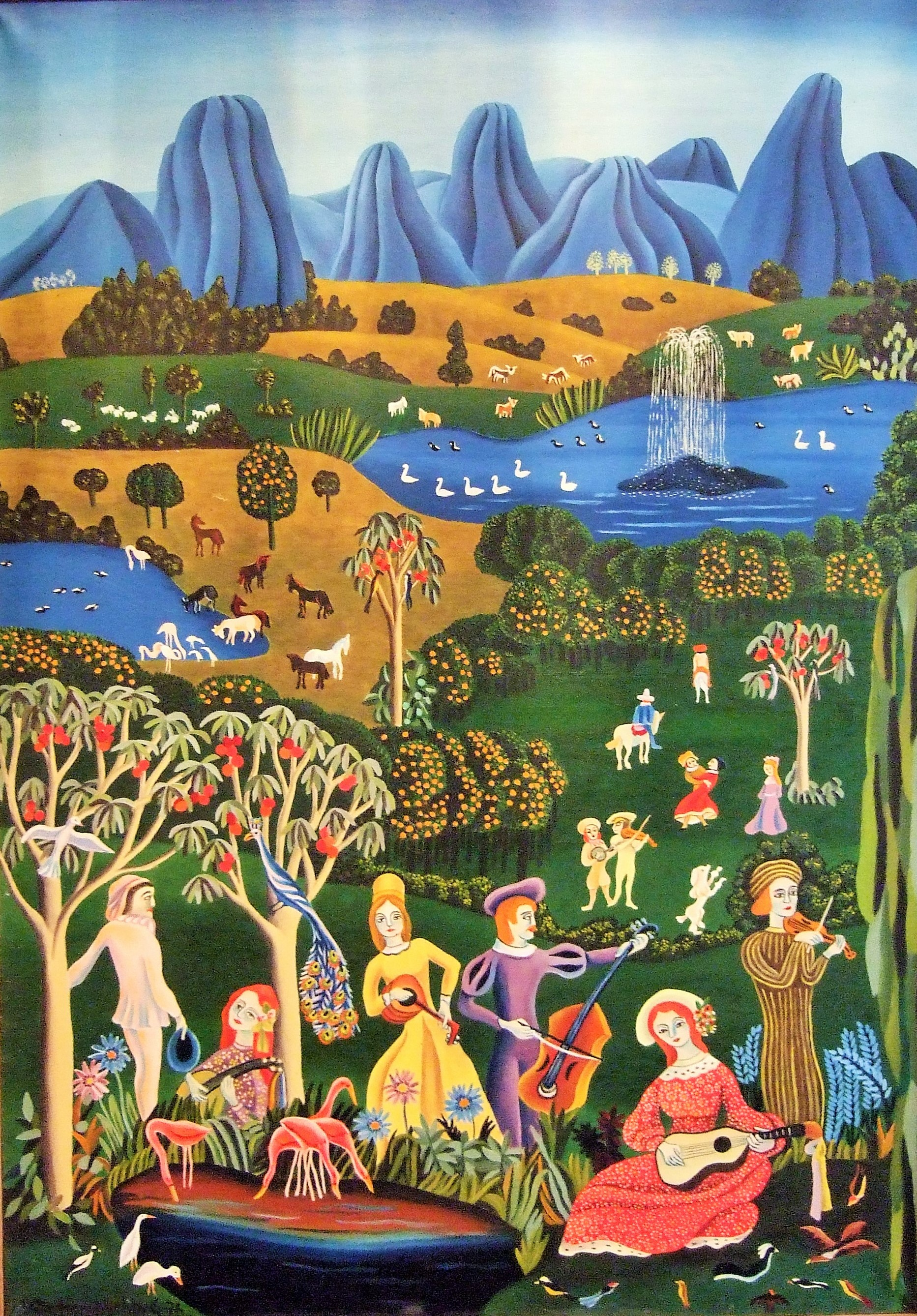
Věra Hendrychová - Zahradní slavnost
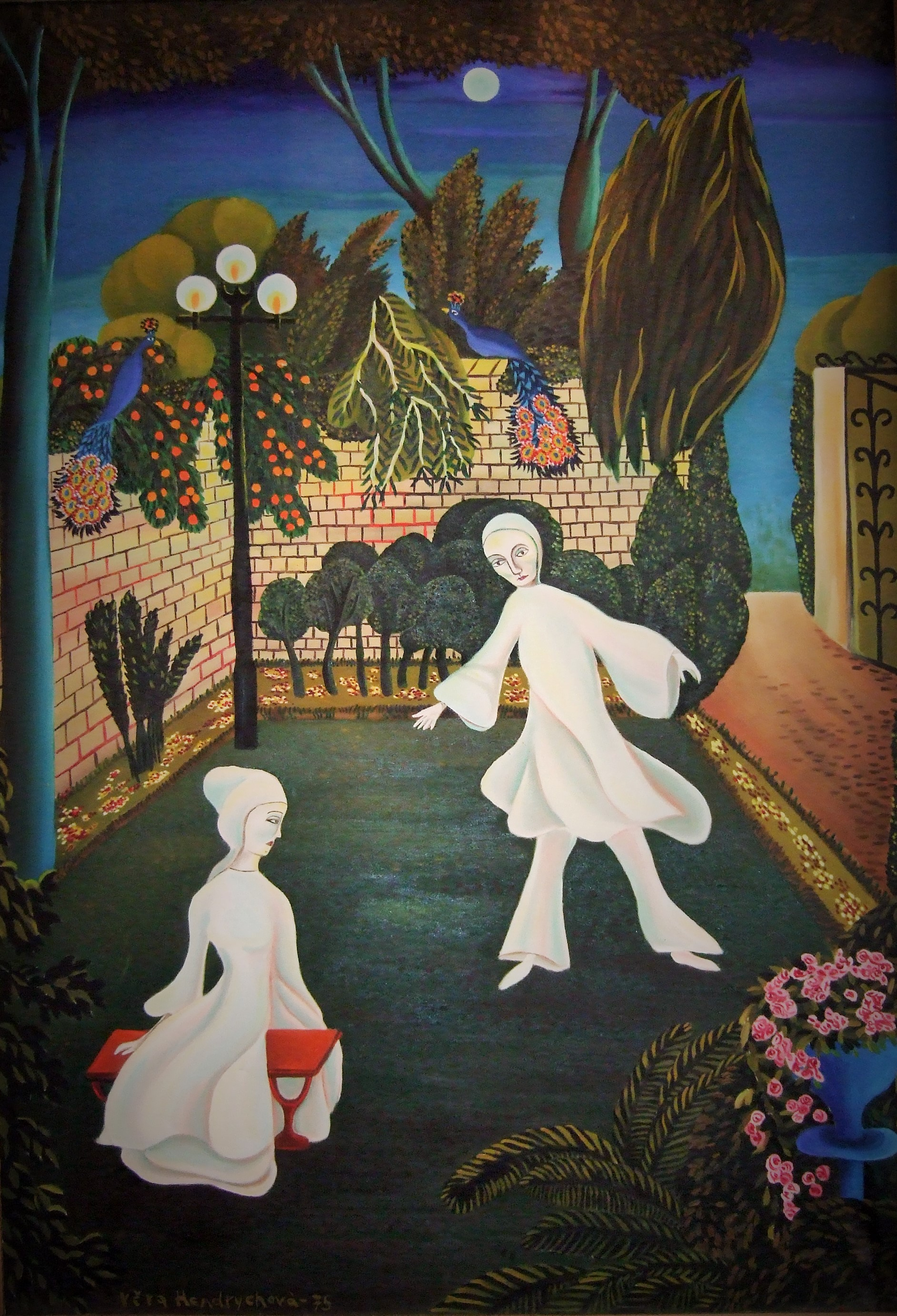
Věra Hendrychová - Pierot a kolombína
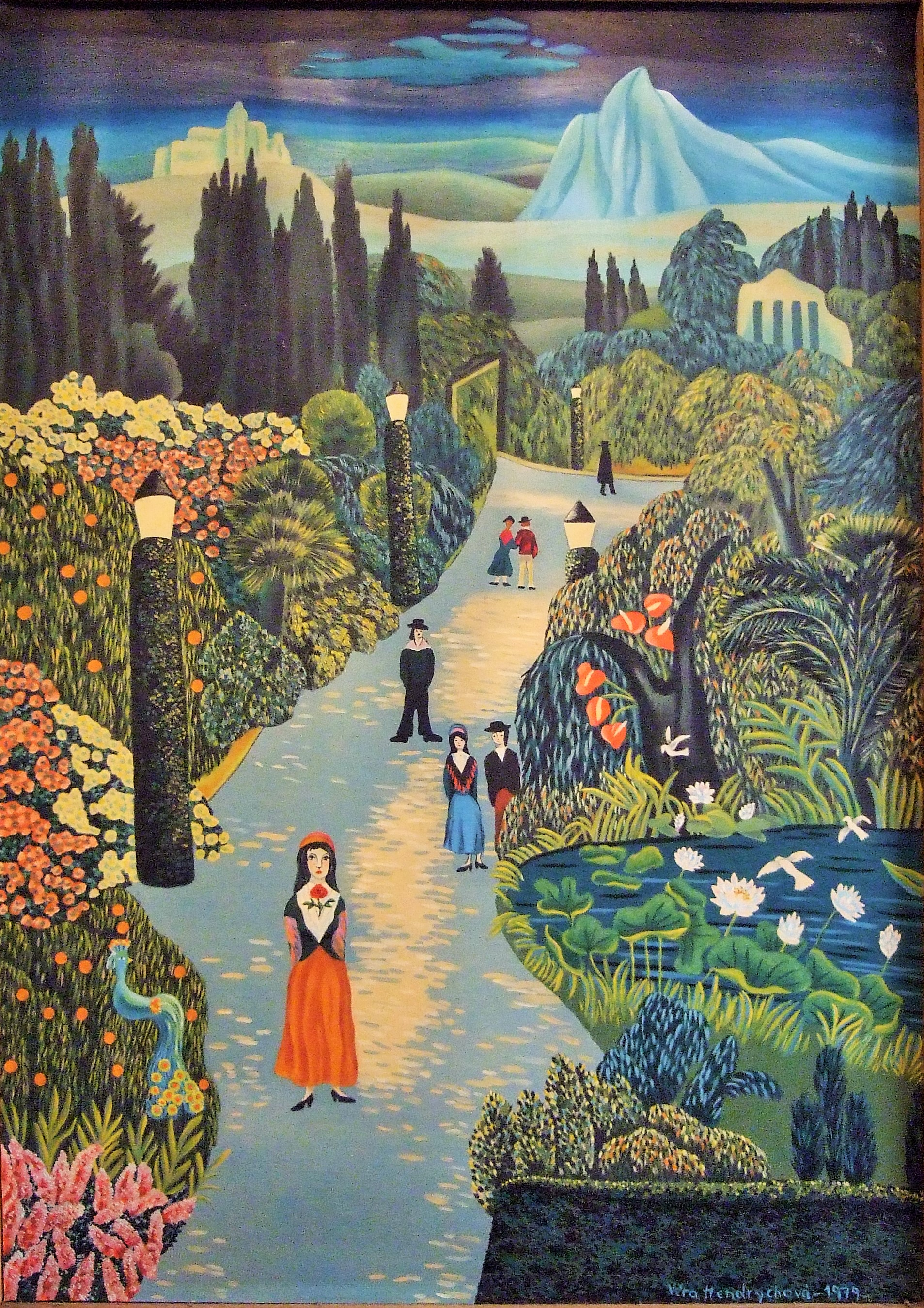
Věra Hendrychová - Podvečer na promenádě
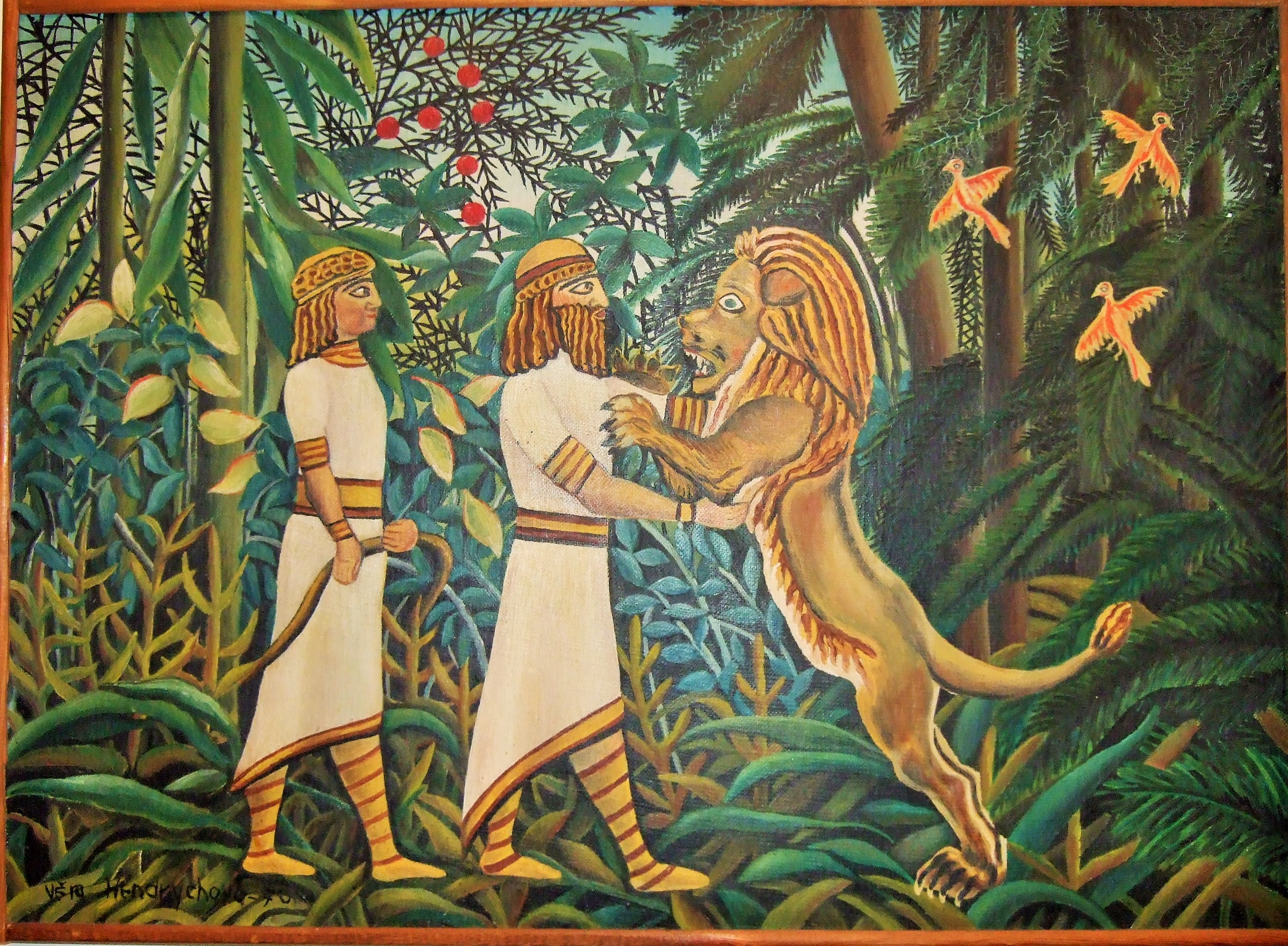
Věra Hendrychová - Setkání se lvem
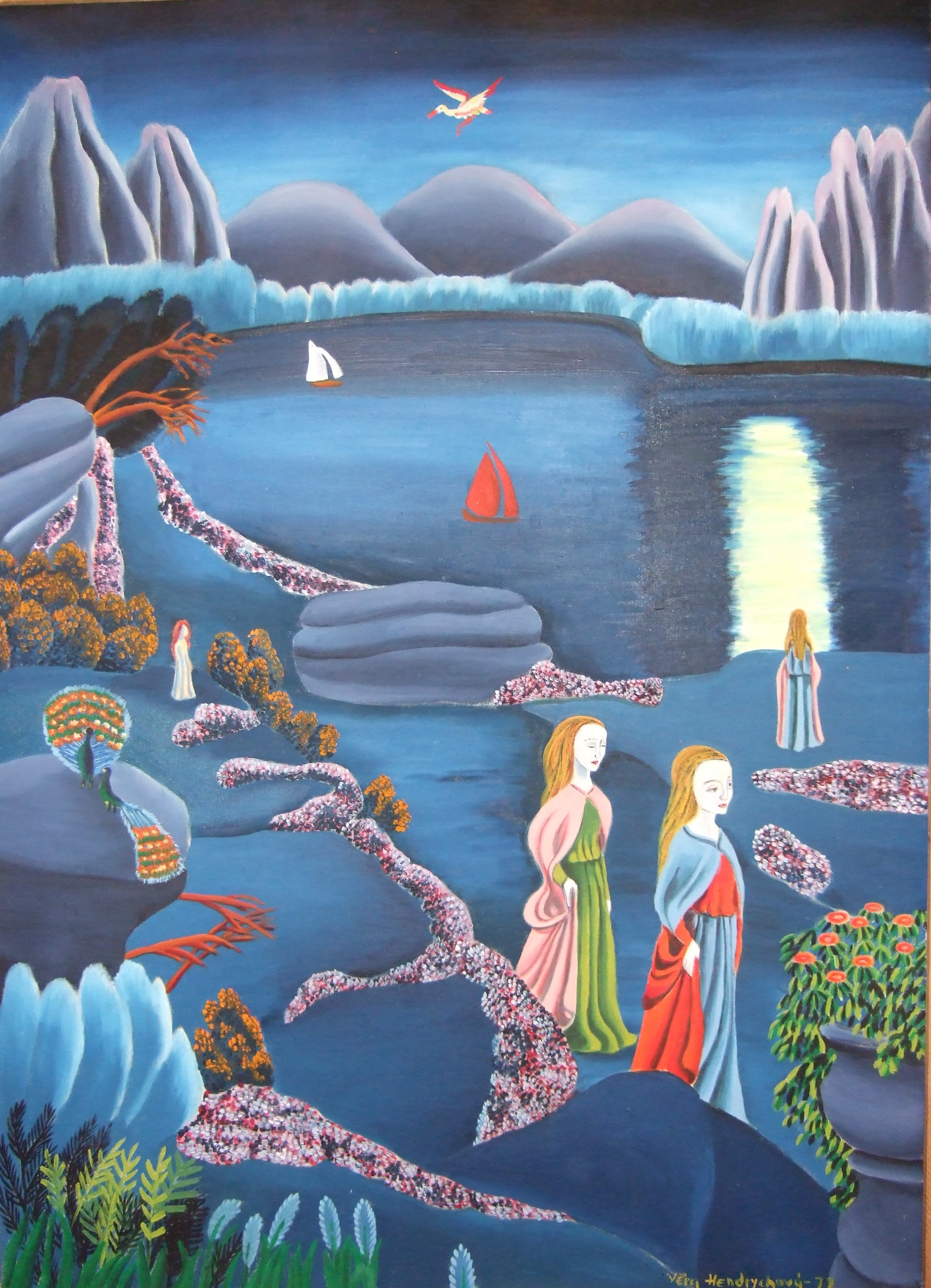
Věra Hendrychová - Noční procházka u jezera